# Залмоксис (връх)
 Тази статия е за върхът в Антарктида.  За литературният герой вижте Залмоксис.  
Връх Залмоксис е скалист връх, издигащ се на 2500 м в планинската верига Беърскин от източната страна на хребета Сентинел в планината Елсуърт, Антарктида. Върхът се извисява над ледникът Патън откъм северозапад и ледника Crosswell на югоизток.
Върхът е кръстен в чест на митичния тракийски цар и божество Залмоксис. 

## Местоположение
Връх Залмоксис се локализира с координати 78°20′18″S и 85°31′00″W, което е 2,95 km севрозапад от връх Bearskin, 7,9 km южно от връх Jumper, и 8,8 km западно-югозападно от връх Мамарчев. Картирането е от 1988 г. (САЩ).

## Карти
- Vinson Massif. Scale 1:250000 topographic map. Reston, Virginia: US Geological Survey, 1988.